# Мілес Василь Золтанович
Василь Золтанович Мілес (нар. 2 жовтня 1946, Мукачеве, Закарпатська область, УРСР) — радянський футболіст угорського походження, нападник. Молодший брат Золтана Мілеса. Майстер спорту СРСР.

## Життєпис
Перший тренер — В. І. Бризжак.
У Вищій лізі провів 8 матчів у складі донецького «Шахтаря». Один з найкращих бомбардирів в історії «Локомотива» (Калуга), рекордсмен команди за кількістю голів у Кубках СРСР, РРФСР або Росії — 8. У 1973 році брав участь у матчі калужан проти збірної СРСР. Чемпіон РРФСР 1977 року.
Кар'єру гравця завершив у нальчицькому «Спартаку».
Син — Ласло (нар. 1973 р.н.).